# Ponticelli
Ponticelli (in napoletano Punticielle) è un quartiere di Napoli, situato nella zona orientale della città.
Già casale di Napoli, è stato un comune autonomo fino al 1925 ed il 2 gennaio 1926 fu annesso al capoluogo. Oggi costituisce, insieme ai quartieri Barra e San Giovanni a Teduccio, la VI Municipalità del comune di Napoli.
Confina a nord con i comuni di Casoria e Volla, ad est con Cercola, San Sebastiano al Vesuvio e San Giorgio a Cremano, a sud con il quartiere Barra e ad ovest col quartiere Poggioreale.

## Storia
(Lorenzo Giustiniani, Dizionario geografico ragionato del Regno di Napoli, Volume 7, Napoli 1797, voce "Ponticelli", pag. 248-250)
A pochi km dal centro di Napoli, si trovano i quartieri di San Giovanni a Teduccio, Barra e Ponticelli. Cadono in una zona fertilissima, un tempo bagnata dal fiume Sebeto e uno dei Regi Lagni, ove si estendevano i casali di Terzio, il nucleo più antico di Ponticelli, quelli di Ponticelli Minore e Maggiore, ognuno indipendente e con un proprio ricevitore o collettore fiscale, come attesta una pergamena notarile di acquisti di poderi agrari dell’anno 804 da parte dei monaci napoletani di San Sergio e Bacco, e attraversati da un ponticello in legno sul lagno in località Terzio.
I monaci nel 917 costruirono il primo mulino ad acqua per la macina del grano, un secondo mulino nel 949 e un terzo nel 951. Mantennero la proprietà dei fondi per molti anni, non essendoci feudatari come invece nei Casali limitrofi.

Nella zona, in località Tufarelli, sono state trovate tracce di insediamenti preesistenti, come la villa di Caius Olius Ampliatus.

Basilica santuario di Santa Maria della Neve

La citazione più antica di una chiesa in zona Ponticelli è quella di chiesa di Santa Maria delle Grazie a Porchiano. Infatti, da un documento datato 10 giugno 994 si apprende dell'esistenza, nel casale di Porchiano, di una schola e di una chiesa dedicata a Santa Maria: «[...] Gregorius filius q. Iohannis de Paulu [...] a Porclanum promittit d. Stephano ven. abbati monasterii Ss. Severini et Sossii [...] propter integrum fundum [che confinava] ab alio latere parte occidentis padule de illa schola et ecclesia S. Marie».. La chiesa di S. Maria fu estaurita dal XII al XV secolo, gestita dalla confraternita laica dei Maestri Sellai di Napoli. Nel XVI sec. il Casale di Porchiano venne assorbito da quello di Ponticello e la chiesa divenne una cappella rurale.
Le piccole amministrazioni dei 4 casali indipendenti risalgono al 1236. Bisognerà aspettare il 1497 perché si uniscano divenendo un unico casale, Ponticelli.
Nel 1628 il poeta napoletano Domenico Basile ha tradotto in napoletano la favola pastorale “Il Pastor Fido” scritta dal poeta Gian Battista Guarini nel 1590, ambientandola nelle campagne di Porchiano.
Nel 1647 la popolazione di Ponticelli aveva raggiunto le 1 400 unità, in gran parte contadini, braccianti agricoli, artigiani, ecclesiastici.
Nel 1782 l’avvocato Michele De Iorio protesse giuridicamente Ponticelli dalle ingerenze della chiesa di Napoli e del comune di Casavatore, tanto che fu acclamato quando ritornò in visita nel 1788 con il fratello don Giuseppe vescovo di Samaria, per benedire le nuove campane della chiesa della Madonna della Neve.

Durante la Repubblica Napoletana del 1799, Ponticelli contava 4 183 abitanti. Il paese fu occupato dalla Compagnia di artiglieria da campagna del capitano Pietro Colletta, dopo che i popolani ebbero bruciato la bandiera giacobina e l’albero della Libertà, dopo aver assalito la guardia civica repubblicana.

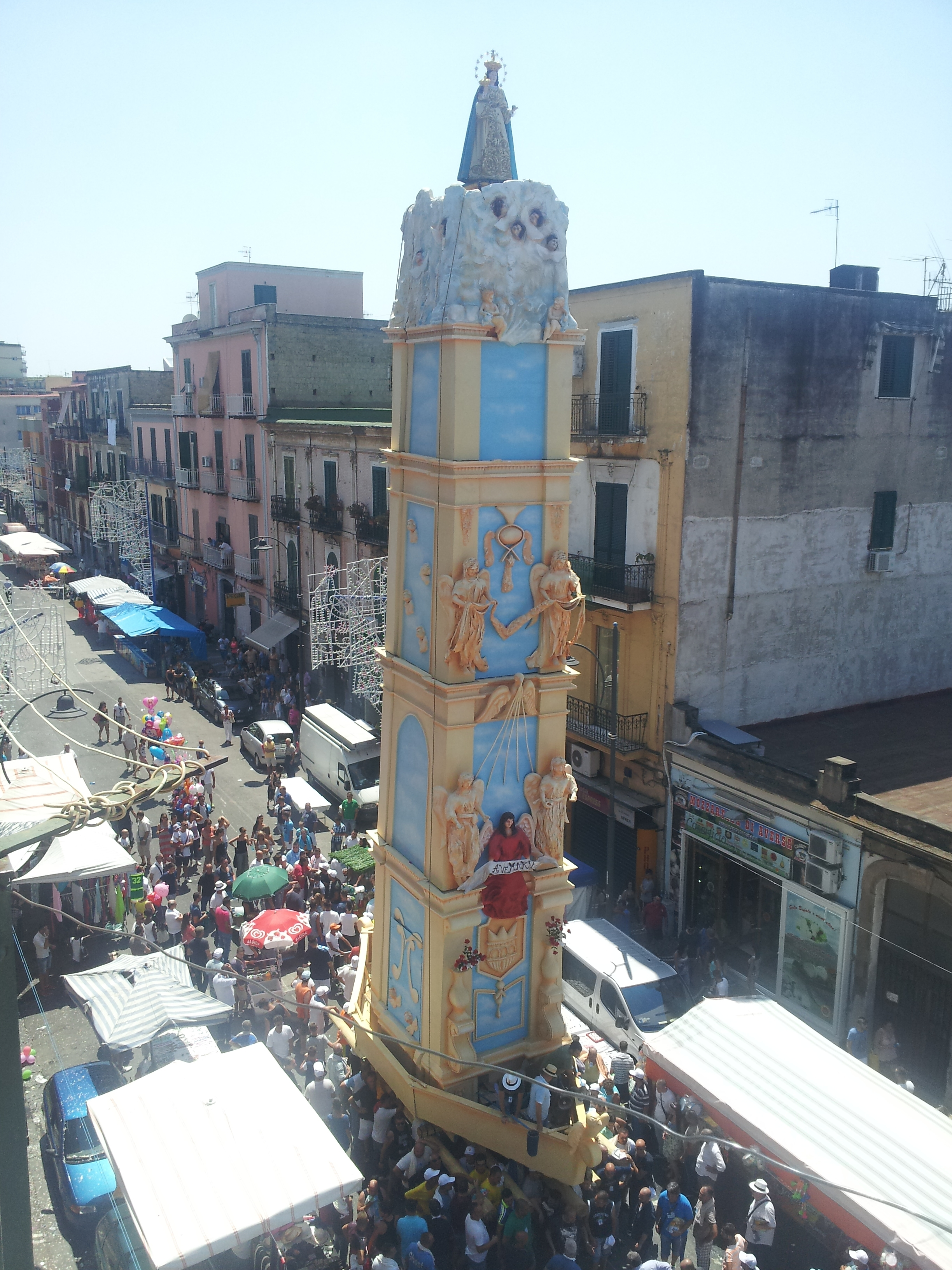
Ogni anno, nel mese di agosto, è tradizione popolare innalzare un carro in onore della Madonna di Ponticelli, la Madonna della Neve.

Colletta fucilò 13 ponticellesi presi che appoggiarono i sanfedisti il 13 giugno, le rivolte filo borboniche di Portici e di Barra, e confiscò la statua d’oro di San Rocco dalla chiesa. Una delegazione di ponticellesi ne richiese però fortemente la restituzione, come pure la liberazione di altri ostaggi. Il reparto repubblicano pensò dunque di ripiegare su Napoli.
Nell'800 borbonico l’Amministrazione comunale di Ponticelli era composta di dieci decurioni ed una guardia urbana di 19 militi.
Nel 1861 in viale Margherita fu allocata una caserma dei Carabinieri con 5 militari al comando di un maresciallo.
Fino al 1925 Ponticelli rimase comune autonomo, poi la legge sulla "Grande Napoli" voluta dal fascismo per creare artificialmente nuove metropoli come Parigi e Londra pose fine alla secolare autonomia e l’ultimo sindaco fu Vincenzo Aprea. Come allo stesso modo divennero quartieri i comuni di Barra, San Giovanni a Teduccio, San Pietro a Patierno, Secondigliano, Scampia, Miano, Chiaiano, Piscinola, Bagnoli e, uniti tra loro, Pianura e Soccavo.
Il quartiere si distinse nella Resistenza contro i nazifascisti, tanto da diventare il 26 Settembre 1943 il primo Quartiere in Europa a liberarsi dai soldati Tedeschi, dando inizio alle Quattro giornate di Napoli.
La popolazione nel tempo crebbe esponenzialmente, già nel 1967, con l’inaugurazione del Rione INCIS, salì a 70 000 abitanti.

Il quartiere bucolico e paludoso di un tempo si è trasformato in un popoloso centro periferico su cui son stati edificati agglomerati edilizi che accolgono un considerevole numero di famiglie, contribuendo in tal modo alla formazione di un contesto sociale eterogeneo. In tale tipo di contesto si inseriscono gli attriti tra le associazioni criminali attive nel capoluogo campano per la spartizione dell'egemonia anche di questo territorio.

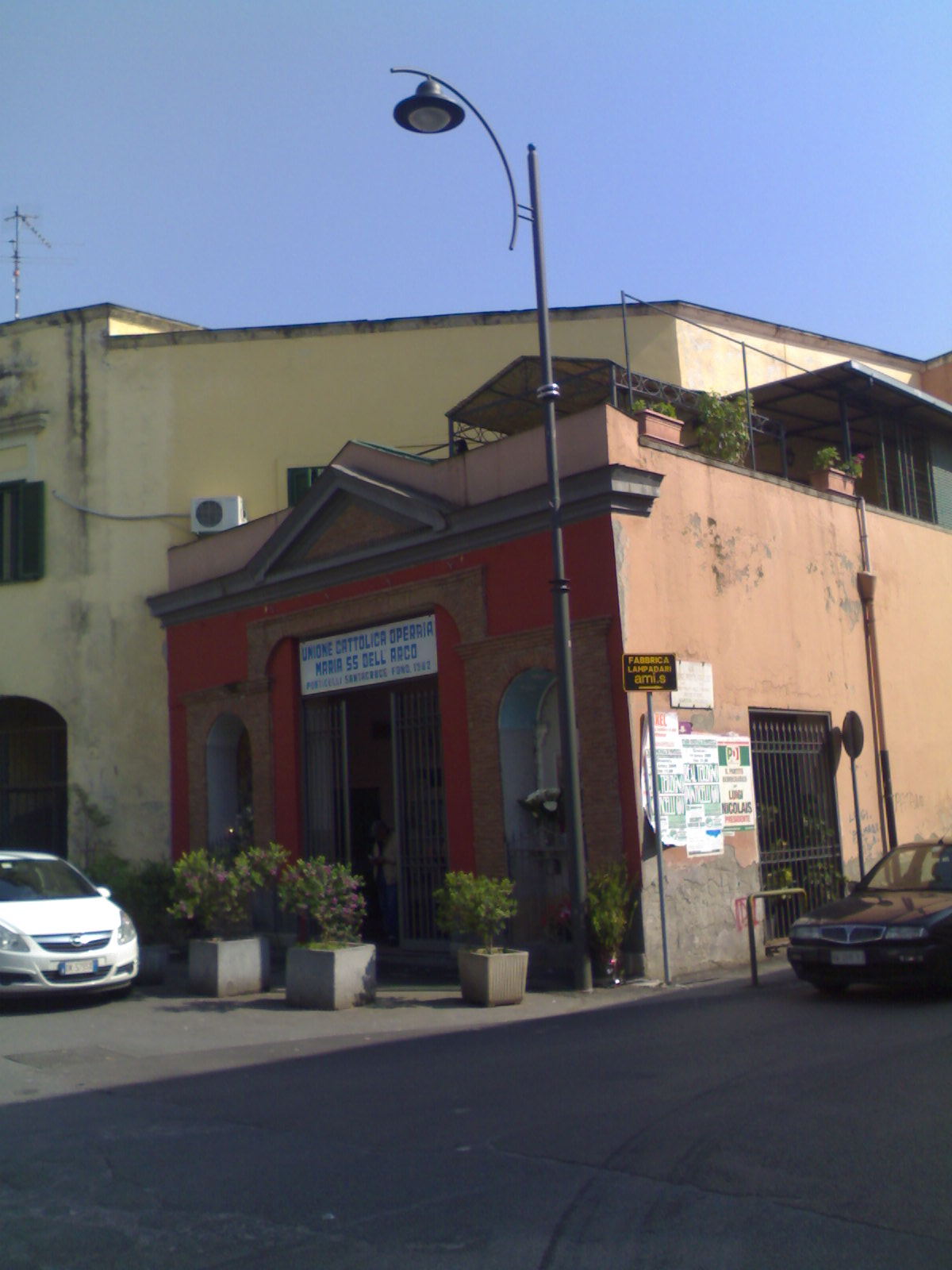
Chiesa di Santa Maria dell'Arco

Inevitabile dunque il verificarsi di fatti delittuosi che han fatto assurgere il quartiere agli onori della cronaca nera.

### Età antica
Documenti storici testimoniano la presenza nella zona di antichi insediamenti romani e influenze religiose fenicie venute alla luce negli ultimi anni.
Nel periodo della costruzione di palazzi presso via Bartolo Longo conseguente al terremoto dell'Irpinia del 1980 sono state rinvenute due ville rustiche, una delle quali completamente dissotterrata. Tale villa appartenente ad un discendente di un veterano di Silla, Caius Olius Ampliatus, era dedita alla produzione e commercio di cereali e vino.
La villa in questione fu sepolta (è stato rinvenuto lo scheletro di un villano) in seguito all'eruzione del Vesuvio del 79 d.C.; probabilmente era una fattoria divisa in pars rustica e pars urbana. Nel sotterraneo di questa villa è stato ritrovato lo scheletro di un uomo in posizione rannicchiata con le mani sul volto, e un anello fuso su un dito (a causa della temperatura della lava incandescente). Costui era probabilmente uno schiavo di quarant'anni, sdentato (a causa della malnutrizione) e con diverse fratture, sorpreso dall'eruzione.

### Medioevo
È a partire dall'XI secolo che compaiono le prime fonti storiche su "Ponticello", probabilmente solo un piccolo agglomerato di case rustiche con i loro fondi da coltivare.

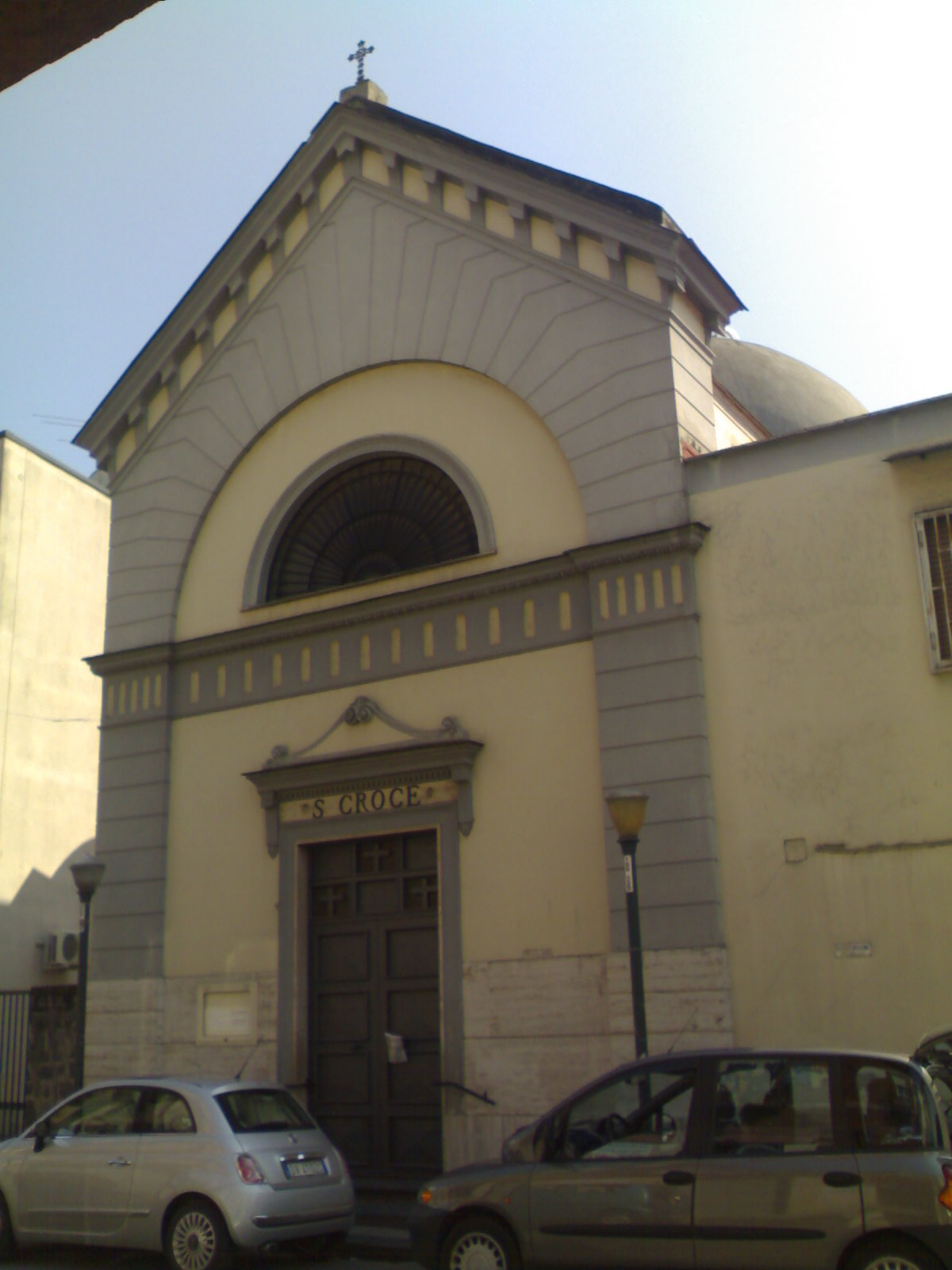
Chiesa di Santa Croce

Nella prima metà del XIII secolo l'espansione dell'abitato vide anche la costruzione della più antica basilica-santuario vesuviana: la Basilica santuario di Santa Maria della Neve, che in seguito sarà abbellita da un gran numero di opere d'arte.

### Regno di Napoli
Intanto si erano andati formando due siti urbani distinti, "Ponticellum magnum" e "Ponticellum parvum", che poi si fusero in un unico villaggio assumendo per questo la denominazione plurale di "Ponticelli" com'è documentato nella numerazione dei Villaggi di Napoli del 1497.
Ponticelli ha avuto un importante ruolo durante la rivoluzione napoletana del 1799: vi furono infatti eseguite le condanne a morte inflitte dai repubblicani a tredici uomini fedeli a Ferdinando IV.

### Regno d'Italia
Il tentativo, dopo l'eruzione vesuviana del 26 aprile 1872, da parte del sindaco di Massa di Somma, Domenico Riccardi, di aggregare la Contrada Petrone al territorio del suo Comune non ebbe seguito grazie alla tenacia degli amministratori comunali. Nel 1877 andò in porto, invece, l'aggregazione della Contrada Ponte della Cercola del Comune di San Sebastiano al Vesuvio e della Contrada Caravita del Comune di Pollena Trocchia al territorio del Comune di Massa di Somma che, in quel medesimo anno, cambiò il nome in Cercola.

### Seconda guerra mondiale
Il 25 luglio 1943, durante la seconda guerra mondiale, gli abitanti guidati dagli antifascisti della zona, tutti iscritti al clandestino Partito Comunista Italiano, assaltarono la sede rionale fascista, in piazza Municipio. Durante la susseguente occupazione nazista 34 innocenti morirono per rappresaglia da parte dei soldati tedeschi.

La trasformazione di Ponticelli in periferia cittadina comincia con la ricostruzione del dopoguerra, fautore di ciò fu il sindaco Achille Lauro il quale sfruttò ogni risorsa disponibile per costruire nuovi alloggi, come ad esempio il "progetto INA-Casa" (Istituto Nazionale Assicurazioni) e "INCIS" (Istituto Nazionale per le Case degli Impiegati Statali). 

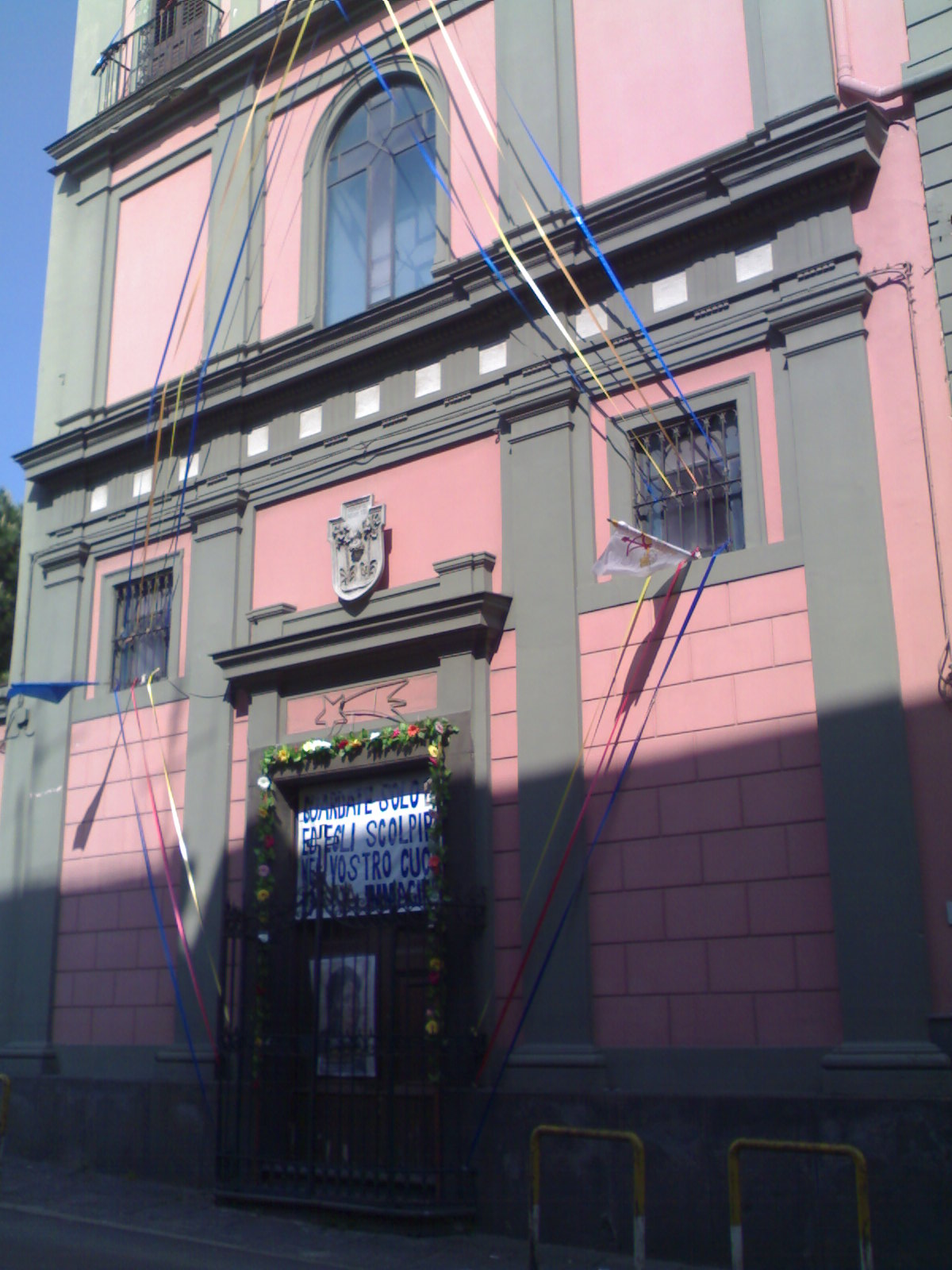
Chiesa di Santa Caterina Volpicelli

L'intero quartiere, inteso come estensione territoriale, sino al 1980 crebbe perciò in maniera esponenziale, perdendo quasi completamente la connotazione di "rurale" della sua nascita, mentre perse definitivamente i suoi corsi d'acqua - il Sebeto e i Regi Lagni che percorrevano il territorio.

### Il post terremoto
L'esigenza di provvedere all'alloggiamento di famiglie sfollate fornì impulso per allestire agglomerati temporanei di accoglienza tra cui il Parco Evangelico ed il complesso all'amianto dei "Bipiani".
Lo stanziamento di fondi per la ricostruzione post terremoto ha prodotto l'edificazione di quasi tutto il territorio disponibile sia con l'implementazione della rete stradale - con la costruzione di intere nuove arterie, in alcuni tratti anche sopraelevate, per rendere più agile il movimento tra i quartieri della "periferia est" di Napoli, il nuovo "Centro Direzionale" da un lato ed i comuni indipendenti del circondario vesuviano dall'altro - sia mediante l'edilizia di ricostruzione post-terremoto.

### Il nuovo secolo
Nel primo ventennio del nuovo secolo, in attuazione di un piano di riqualificazione della periferia, sono stati ultimati in questo quartiere il Palazzetto dello Sport in via Argine, ed i parchi di verde pubblico "De Simone" e "Fratelli De Filippo", l'Ospedale del Mare.
Nel luglio 1983 due bambine abitanti nel Rione INCIS, Nunzia e Barbara, di 7 e 10 anni, furono rapite, violentate e poi uccise; i loro corpi furono ritrovati sul greto del canalone del Regio Lagno di Pollena, carbonizzati.
Le indagini eseguite al tempo si conclusero con l'individuazione di tre giovani incensurati quali autori del fatto, condannati a 27 anni di reclusione; i giovani si dichiararono non colpevoli  e durante tutto il periodo di detenzione chiesero la riapertura del processo non ottenendolo mai; hanno scontato l'intera pena comminata ed ottenuto la scarcerazione ma, determinati, continuano a chiedere la revisione del processo.
Le cronache di quei tempi riportano l'esistenza di incongruenze nelle dichiarazioni raccolte nel corso delle indagini, quelle susseguenti posero l'accento su informazioni non indagate, sovrapposizione di attività di indagine ed altre considerazioni formulate alla luce dei progressi delle scienze forensi, comunque successive ai fatti; un caso complicato e complesso quindi, che per la modalità di esecuzione e la minore età delle vittime, non è mai stato superato dalla popolazione, entrando nel novero di quei casi di cronaca che scuotono nel profondo le coscienze e rimangono nella storia della cronaca nera come elementi di studio.

## Monumenti e luoghi d'interesse

### Architetture religiose
- Basilica santuario di Santa Maria della Neve
- Oratorio della Confraternita del Santissimo Rosario (XVIII secolo)
- Ancelle del sacro cuore (XVII secolo)
- Chiesa dell'immacolata a tavernanoce (XX secolo)
- Chiesa dell'immacolata e san michele (XVIII secolo)
- Chiesa di San Rocco (XVI secolo)
- Chiesa di Santa Caterina Volpicelli (XIX secolo)
- Chiesa di Santa Croce
- Chiesa della Beata Vergine di Lourdes e Santa Bernadetta (XX secolo)
- Chiesa di Santa Maria dell'Arco
- Chiesa di Santa Maria delle Grazie a Porchiano
- Chiesa del SS.Rosario in Santa Maria delle Grazie al Felaco
- Chiesa di Santa Maria delle Grazie a Ponticelli
- Chiesa di San Giuseppe al Rione Incis (XX secolo)
- Chiesa dei Santi Pietro e Paolo (XX secolo)
- Chiesa della Madonna degli Agonizzanti (XIX secolo)
- Chiesa di San Francesco e Santa Chiara (XX secolo)
- Cappella di Santa Valentina[16]
- Villa Morabito (XVII secolo)
- Villa Pirozzi (XVIII secolo)
- Villa Tropeano (già Petrone, XVIII secolo)

## Società

### Qualità della vita
Nonostante i problemi socio-economici, il quartiere può contare su una diffusa rete di solidarietà, costituita da associazioni laiche e cattoliche impegnate in attività culturali, sportive e di volontariato. Tra queste si annoverano Le Kassandre , Terra di Confine  , S'Arte , Arcimovie  , àdEst  e ReMida .

### Progetti di rilancio del quartiere

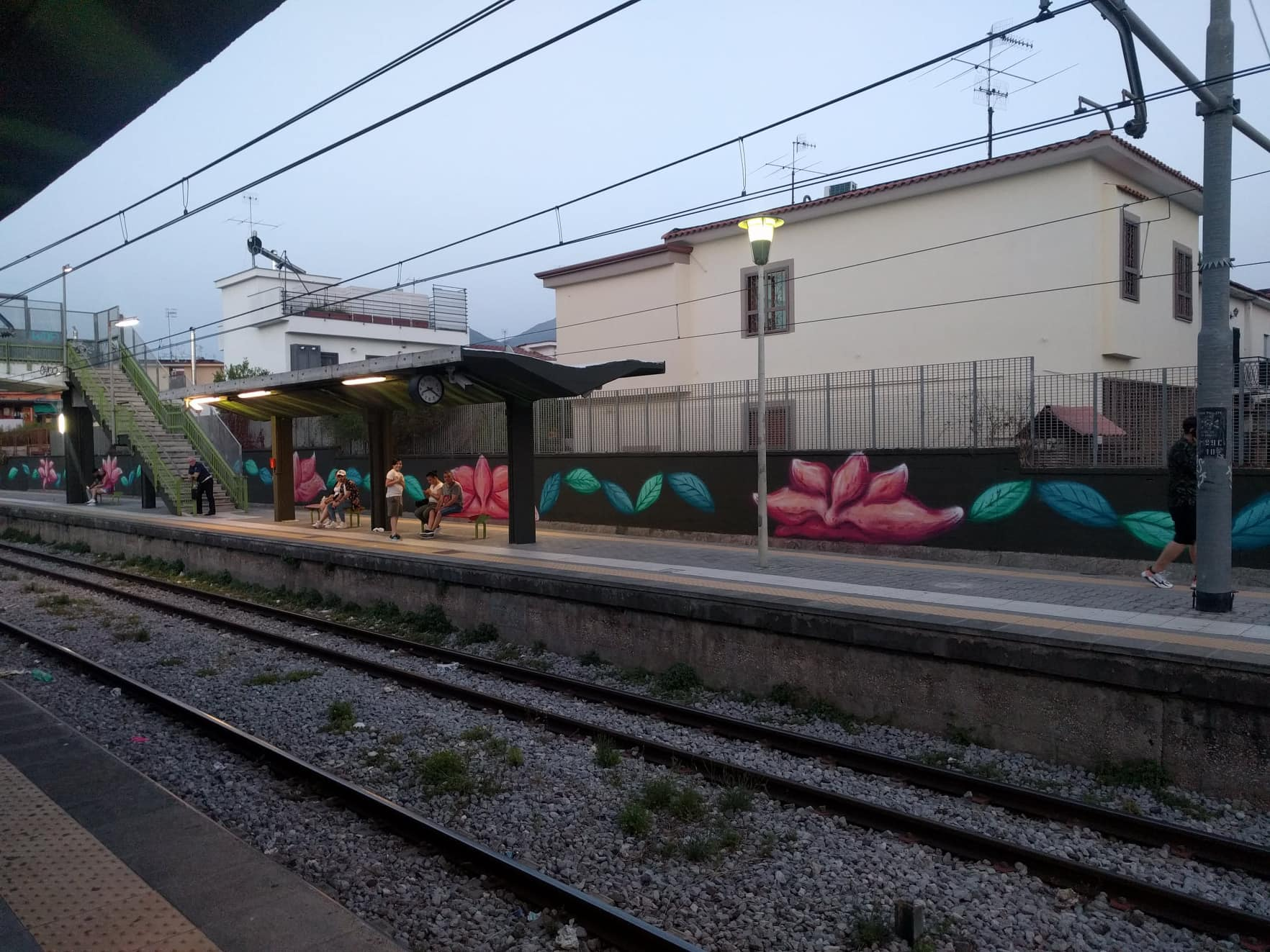
La stazione della Circumvesuviana di Ponticelli

L'intera municipalità è da tempo oggetto di piani di riqualificazione urbanistica , economica, ma soprattutto sociale 

#### Parco dei Murales
Il programma di riqualificazione comprende anche l'arte. INWARD - Osservatorio sulla Creatività Urbana  ha avviato numerose attività nel complesso popolare di via Merola, ora conosciuto come "Parco dei Murales" , meta di turisti appassionati di street art.
II Parco dei Murales è stato presentato al pubblico in diverse occasioni ed è la prima destinazione periferica ad essere stata inserita sul portale dell'aeroporto internazionale di Napoli - Capodichino.

## Cultura

### Cinema
Nel 2004 fu girato tra le strade del quartiere Certi bambini, diretto da Andrea e Antonio Frazzi. A Ponticelli sono state girate inoltre numerose scene del film La guerra di Mario, regia di Antonio Capuano, ed è stato interamente ambientato il film Nevia, diretto da Nunzia De Stefano.
A Ponticelli si sono svolte riprese della serie Gomorra, tratta dal best seller di Roberto Saviano.

### Letteratura
Il nome del quartiere è legato a molti romanzi contemporanei, tra i quali Palazzokimbo (Neri Pozza, 2016) di Piera Ventre e Cagliosa (Ortica Editrice, 2019) di Giuseppe Franza.
Il romanzo d'inchiesta La paranza dei bambini di Roberto Saviano, edito da Feltrinelli, è parzialmente ambientato nel quartiere.

## Economia
Lungo il tratto di via Argine ricadente nel quartiere sono presenti aziende tra cui l'Ansaldo STS, l'AnsaldoBreda e la Whirlpool e un Centro Commerciale, il Neapolis, già Auchan.

## Infrastrutture e trasporti
|  | Nel quartiere, su via Argine, c'è l'uscita Ponticelli-Barra della SS 162 dir, nella quale si entra uscendo allo svincolo Corso Malta della Tangenziale di Napoli. Ponticelli è raggiungibile tramite l'uscita Ponticelli-San Giorgio a Cremano dell'Autostrada A3 e l'uscita Napoli Centro Direzionale (direzione Cercola) dell'Autostrada A1 al km 758.                                                              |
|  | Sono presenti sul territorio le stazioni della Circumvesuviana - Botteghelle - Madonnelle (il parcheggio è attivo dal 10 dicembre 2009, con stazionamento per autobus e con 100 posti auto) - Argine Palasport - Villa Visconti - Vesuvio de Meis - Bartolo Longo (Completata con parcheggi di 200 posti auto) nel vicino quartiere di Barra - Ponticelli                                                             |
|  | Le vie principali del quartiere sono: - Corso Ponticelli - via Sacerdote Agostino Cozzolino (ex Corso Ferrovia) - via Luigi Crisconio (ex via San Rocco) - via Napoli (ex via Santa Croce) - viale Margherita - via Argine - via Ulisse Prota Giurleo - via Bartolo Longo - via Botteghelle - via Angelo Camillo de Meis - via Attila Sallustro - via Mario Palermo - via Maria Malibran                              |
|  | Il quartiere è servito dalle linee autobus ANM: Urbane: - 191 Via Argine - Via Ponte di Casanova (adiacenze Piazza Garibaldi) - 195 Via Argine - Piazza Garibaldi - 196 Parcheggio Brin - Piazza Garibaldi - Via Maria Callas Suburbane: - 116 Cercola - Parcheggio Brin - Piazza Garibaldi - 158 Cercola - Portici - 173 San Giovanni a Teduccio - Volla - 175 Pollena Trocchia - Parcheggio Brin - Piazza Garibaldi |

## Sport
La società calcistica SSC Campania Ponticelli , che negli anni Ottanta del secolo scorso ha militato in Serie C1 e C2, aveva la propria sede in via Argine, presso lo stadio Giorgio Ascarelli.
La piscina del centro sportivo comunale di via Prota Giurleo è in gestione al Circolo Canottieri Napoli.
La A.S.D. Nippon Club, società sportiva di cui è allievo Christian Parlati, vincitore della medaglia d'argento ai campionati Mondiali di judo del 2022, ha sede in via Argine.
L'A.S.D. Napoli Pallavolo i, fondata nel 2021, la cui squadra maschile ha vinto la prima edizione della "Coppa Campania" e si è guadagnata la promozione nella serie B, ha sede in via Luigi Volpicella.